# Kraft (Lindberg)
Pour les articles homonymes, voir Kraft.
Kraft est une œuvre du compositeur finlandais Magnus Lindberg pour ensemble concertant. La création a lieu le 4 septembre 1985 à Helsinki, par l'ensemble Toimii et l'Orchestre symphonique de la radio finlandaise sous la direction d'Esa-Pekka Salonen.

## Description
La pièce est pour clarinette, deux percussions, piano, violoncelle solistes et orchestre.
C'est l'une des premières œuvres du compositeur, d'une violence caractéristique du style des débuts de Magnus Lindberg.

## Prix et récompenses
- 1986 : Prix International Rostrum of Composers
- 1988 : Prix musical du conseil nordique